# Nils Petter Ehrnberg
Nils Petter Ehrnberg, född 11 oktober 1804 i Halmstad, död 30 april 1853 i Simrishamn, var en svensk industriman. Han var far till Jonas Ehrnberg.
Nils Petter Ehrnberg var son till husaren Johan Ärnberg. Han studerade vid Malmö skola, blev student vid Lunds universitet 1821 och var därefter vicekollega vid Malmö skola 1825–1826, duplikant vid Lunds katedralskolas rektorsklass 1826, vice kollega vid Ystads skola 1827 och rektor vid skolan i Simrishamn samma år. Nils Petter Ehrnberg gifte sig 1830 med Bothilda Christina Rörbeck, dotter till garverifabrikören Jonas Rörbeck. Hans död 1832 fick honom att ändra sig bana, begära avsked från rektorstjänsten för att i stället överta svärfaderns garverifirma. Under Ehrnbergs ledning kom garverifirmans produktion att nära nog tiodubblas. Han var även ledamot av Simrishamns fattigvårdsstyrelse 1833–1853, ledamot av Skånska brandförsäkringsinrättningen i Lund 1833–1852, ledamot av stadens äldste 1835–1853, av Simrishamns hamnbyggnadsdirektion 1842–1846, av Simrishamns skolstyrelse 1842–1853, taxeringsman i stadens bevillningskommitté 1842–1850, ledamot av dess brandstodskommitté 1843–1849, fullmäktig i Simrishamns fabriks- och hantverksförening från dess stiftande samt dess ordförande 1847–1853.